# Сан-Браш (Рибейра-Гранде)
Сан-Браш (порт. São Brás) — район (фрегезия) в Португалии, входит в округ Азорские острова. Расположен на острове Сан-Мигел. Является составной частью муниципалитета Рибейра-Гранде. Население составляет 635 человек на 2001 год. Занимает площадь 9,49 км².